# 公平委員会
公平委員会（こうへいいいんかい）は、地方自治法第202条の2第2項及び地方公務員法により定められた、職員の勤務条件に関する措置の要求及び職員に対する不利益処分を審査し、並びにこれについて必要な措置を講ずることを職務とする行政委員会である。
人事委員会及び公平委員会は、地方公共団体において職員の任免、懲戒等の人事権の行使を適正に行うために設けられた、各任命権者から独立した専門的機関であり、地方公務員法第7条によってその設置が義務付けられている。
これは、地方公務員の労働基本権が制限されていることの代償措置の一つとして設けられているものである。

## 法的根拠
地方自治法第202条の2第2項に規定され、地方公務員法（以下「地公法」という。）第7条第2項から第4項までの規定に基づき設置される。
人口15万人以上の市（政令指定都市は除く。）及び特別区には、人事委員会又は公平委員会が置かれる。（地公法第7条第2項）
人口15万人未満の市町村及び地方公共団体の組合には公平委員会が置かれる。（地公法第7条第3項）
ただし、公平委員会を置く地方公共団体は、議会の議決を経て定める規約により、公平委員会を置く他の地方公共団体と共同して公平委員会を置き、又はその事務を他の地方公共団体の人事委員会に委託することも可能である。（地公法第7条第4項）

## 権限
公平委員会は、次に掲げる事務を処理する。（地公法第8条第2項）
- 職員の給与、勤務時間その他の勤務条件に関する措置の要求を審査し、判定し、及び必要な措置を執ること。（同項第1号）
- 職員に対する不利益な処分についての不服申立てに対する裁決又は決定をすること。（同項第2号）
- 前二号に掲げるものを除くほか、職員の苦情を処理すること。（同項第3号）
- 前三号に掲げるものを除くほか、法律に基づきその権限に属せしめられた事務（同項第4号）

人事委員会及び公平委員会の最大の特徴は、それが行政機関でありながら、一定の事項に関しては、それを法に照らして判断する司法に準じた機能を有することである。

## 委員会
委員会は3人の委員で組織され（地公法第9条の2第1項）、委員の任期は4年である（同条第10項）。委員の任命は、議会の同意を得て、地方公共団体の長が行う（同条第2項）。
- 公平委員会の委員は、非常勤である。（地公法第9条の2第11項）
- 委員の選任については、そのうちの二人が、同一の政党に属する者となることとなってはならない。委員のうち二人以上が同一の政党に属することとなった場合においては、これらの者のうち一人を除く他の者は、地方公共団体の長が議会の同意を得て罷免するものとされる。（地公法第9条の2第4項及び第5項）
- 委員は、地方公共団体の議会の議員及び当該地方公共団体の地方公務員の職（執行機関の附属機関の委員その他の構成員の職を除く。）を兼ねることができない。（地公法第9条の2第9項）
- 委員の服務には、地公法第30条から第34条まで、第36条及び第37条の規定が準用される。（地公法第9条の2第12項）なお、地公法第36条は、地方公共団体の一般職に属する職員の政治的行為の制限を定めている。

## 人事委員会との違い
公平委員会は、人事委員会と異なり、職員の競争試験・選考の実施、職員の研修その他の人事行政全般についての調査・企画・立案等の権限はない（人事委員会の処理する事務については、地公法第8条第1項）。
したがって、公平委員会は人事機関及び職員に関する条例の制定又は改廃に関して、議会及び長に意見を申し出る権限も有していない。
ただし、公平委員会を置く地方公共団体は、条例で定めるところにより、公平委員会が、地公法第8条第2項各号に掲げる事務のほか、職員の競争試験及び選考並びにこれらに関する事務を行うこととすることができる。（地公法第9条第1項）